# ماريا مسينا
ماريا مسينا (بالإنجليزية: Maria Messina)‏ (14 مارس 1887، باليرمو في إيطاليا - 19 يناير 1944، بستويا في إيطاليا)؛ كاتِبة مُتخصِّصة في أدب الأطفال وروائية .